# Lutter am Barenberge
Lutter am Barenberge è una frazione del comune tedesco di Langelsheim, in Bassa Sassonia.
Già comune autonomo nell'ambito della comunità amministrativa di Lutter am Barenberge, il 1º marzo 1974 al suo territorio fu unito quello del comune soppresso di Ostlutter.
Il 1º novembre 2021 il comune di Lutter am Barenberge fu soppresso e unito a Langelsheim.